# Vera Bogetti
Vera Josephine Boggetti (nascida em 1908) foi uma atriz britânica de teatro e cinema. Ela se casou com Laurence J. Rickards, em Hampstead, Londres, em 1925, e o casal teve uma filha, Pauline, em 1931, que faleceu como um infante, em 1931. Laurence faleceu em 1953. Seu primeiro filme foi Mannequin, de 1933.

## Filmografia selecionada
- Mannequin (1933)
- Borrow a Million (1934)
- To Be a Lady (1934)
- Get Off My Foot (1935)
- Excuse My Glove (1936)
- Everything in Life (1936)
- The Singing Cop (1938)
- Confidential Lady (1939)
- Two for Danger (1940)
- The Prime Minister (1941)
- Thursday's Child (1943)
- Candles at Nine (1944)
- It's in the Bag (1944)
- No Room at the Inn (1948)